# ألفرد بينيت (مدير)
ألفرد بينيت (بالإنجليزية: Alfred Bennett)‏ هو مدير أسترالي، ولد في 26 سبتمبر 1889 في Balwyn ‏ في أستراليا، وتوفي في 17 أبريل 1963 في سيدني في أستراليا.